# بيت أبو حروب (المحويت)

تعديل مصدري - تعديل

بيت أبو حروب هي إحدى قرى عزلة الغربي الاعلى بمديرية المحويت التابعة لمحافظة المحويت، بلغ تعداد سكانها 126 نسمة حسب تعداد اليمن لعام 2004.